# Ribeirão Boi
Ribeirão Boi es una localidad caboverdiana del municipio de Santa Cruz.

## Geografía
La localidad está situada en la isla de Santiago.

## Organización territorial
La localidad abarca los lugares y barrios de:
- Chã Capela
- Chã da Silva
- Chão de Limão
- Covão Correira
- Figueira Gorda
- Fornalha
- Pema
- Pizarra
- Ponta Ribeira Acima
- Ponta Riba
- Ribeirão Deco
- Ribeirão Fundo